# Oliver a přátelé
Oliver a přátelé (v anglickém originále Oliver & Company) je americký animovaný film z roku 1988. Jedná se o v pořadí 27. animovaný film z takzvané animované klasiky Walta Disneye. Námět filmu byl inspirován románem spisovatele Charlese Dickensee Oliver Twist.
Na rozdíl od původní románové předlohy je děj tohoto snímku přesunut z Anglie do Spojených států amerických, zde konkrétně z Londýna do New Yorku. Hlavní hrdina není osamělý a chudý chlapec, ale malý osamělý kocourek, který prchá nikoliv před lidmi, ale před zvířecím gangem.